# La Sévillane (film, 1992)
Pour les articles homonymes, voir Sévillane.
Pour plus de détails, voir Fiche technique et Distribution.
La Sévillane est un film franco-belge réalisé par Jean-Philippe Toussaint à partir de l'adaptation qu'il fait de son roman L'Appareil-photo (paru 1989) et sorti en 1992.

## Fiche technique
- Titre  original : La Sévillane
- Réalisateur et scénariste : Jean-Philippe Toussaint
- Chef-opérateur : Jean-François Robin
- Montage : Sylvie Pontoizeau
- Création des costumes : Fabienne Katany
- Producteur : Pascal Judelewicz et Anne-Dominique Toussaint
- Société de production : Les Films des Tournelles, Les Films de l'Etang, Belbo Films
- Pays d'origine  :  France/ Belgique
- Genre : comédie dramatique
- Durée : 90 minutes
- Date de sortie : 1992

## Distribution
- Jean-Claude Adelin : le narrateur
- Mireille Perrier : Pascale
- Jean Yanne : Polougaïevski
- Guinal Barthélémy : Petit Pierre
- Caroline Paliulis : l'institutrice
- Eva Ionesco : une danseuse
- Tom Novembre : le pompiste
- Alexandre Von Sivers : le vendeur de gaz
- Jean-Loup Horwitz :
- Jean-Christophe Moncys :	Puffin